# Ellen Margrethe Løj
Ellen Margrethe Løj (født 17. oktober 1948 i Gedesby, Falster) er cand.polit., tidligere FN-ambassadør og udenrigsråd og p.t. Danmarks ambassadør i Tjekkiet. Fra nytår 2008 er hun leder af FN's samlede indsats i Liberia.
Løj er uddannet cand.polit. fra Københavns Universitet i 1973 og begyndte sin diplomatiske karriere i Udenrigsministeriet samme år. Fra 1977 til 1980 var hun ambassadesekretær ved den danske mission ved FN i New York, og fra 1982 til 1985 var hun ambassaderåd ved den danske repræsentation ved EF i Bruxelles. I årene 1986-1989 var hun kontorchef i Udenrigsministeriet. Fra 1989 til 1992 var hun Danmarks ambassadør i Israel, og fra 1992-1995 viceudenrigsråd i Udenrigsministeriet. Hun var 1996 til 2001 chef for Udenrigsministeriets Sydgruppe, og fra 2001-2007 FN-ambassadør i New York. I 2005-06 repræsenterede hun Danmark i FN's Sikkerhedsråd. Med sin nye stilling som leder af FN's samlede indsats i Liberia er hun den højst placerede dansker i FN-systemet. Efter en kort pause og i forbindelse med United Nations Mission in the Republic of South Sudan (en) (UNMISS) udpegede FNs generalsekretær Ban Ki-moon igen Ellen Margrethe Løj  i en højt rangerende FN-stilling hvor hun blev placeret i stillingen som ny Special Representative and Head of the Mission i Sydsudan. Ellen Margrethe Løj overtog UNMISS efter Hilde Johnson fra Norge den 23. juli 2014.
Derudover har hun været medlem af bestyrelsen for det dansk-tyske rederi Scandlines fra 1998 til 2001 og medlem af bestyrelsen for Industrialiseringsfonden for Udviklingslandene og bestyrelsen for Investeringsfonden for Østlandene, begge 1994-96.
2009 blev hun Kommandør af 1. grad af Dannebrogordenen og bærer også San Martins Orden (Orden del Libertador San Martin).